# Борис Бумбаров
Борис Костадинов Бумбаров е български политик от Българския земеделски народен съюз (БЗНС), министър на обществените сгради, пътищата и благоустройството през 1944 – 1945 година.

## Биография
Борис Бумбаров е роден на 10 април (29 март стар стил) 1896 година в село Извор, Радомирско. През 1914 година завършва гимназия в Кюстендил, след което е учител в село Кошарите (1915 – 1916) и телеграфист в София (1916 – 1919).
През 1920 година Бумбаров става е член на БЗНС и личен секретар на председателя на Народното събрание Александър Ботев. След това е секретар на Министерството на железниците, пощите и телеграфите и административен директор на „Мини Перник“.
След Деветоюнския преврат през 1923 година Борис Бумбаров е арестуван за няколко месеца, а след освобождаването си емигрира в Югославия. Оттам продължава да поддържа редовни контакти с България и през 1926 година е осъден задочно на смърт, както и на 15 години затвор за пренасяне на оръжия и преминаване на границата нелегално. По-късно се установява във Виена.
През февруари 1933 година Бумбаров решава да се възползва от амнистията за политическите емигранти, но е арестуван на границата и остава в затвора до юни. През следващите години е сред активните участници в БЗНС „Пладне“ и последователно е интерниран в Ардино (1939), лагера Гонда вода (1941 – 1942) и Крумовград (1942), а през 1943 година е осъден на затвор за политическата си дейност.
След Деветосептемврийския преврат през 1944 година Борис Бумбаров става министър на обществените сгради, пътищата и благоустройството във второто правителство на Кимон Георгиев. През лятото 1945 година напуска правителството и Отечествения фронт, заедно с кръга земеделски деятели около Никола Петков и става един от основателите на опозиционния Българския земеделски народен съюз – Никола Петков. През 1946 година е избран за народен представител.
След разгрома на парламентарната опозиция Борис Бумбаров е подложен на преследвания от комунистическия режим и през 1949 година е осъден на 20 години затвор. Освободен е през 1956 година, а през 1990 година е реабилитиран посмъртно.
Борис Бумбаров умира на 28 юни 1959 година във Вършец. Погребан е в София.